# PRIDE 武士道 -其の九-
PRIDE 武士道 -其の九-（プライド ぶしどう そのきゅう）は、日本の総合格闘技イベント「PRIDE」の大会の一つ。2005年（平成17年）9月25日、東京都江東区の有明コロシアムで開催された。

## 大会概要
新設されたライト級（-73kg）とウェルター級（-83kg）の初代王者を決めるPRIDE GRANDPRIX 2005ライト級&ウェルター級トーナメントが開幕。
ミドル級から階級を落とし、優勝候補との声が多かったダン・ヘンダーソンが長南亮に試合開始22秒でKO勝ち。修斗世界ライトヘビー級（-83kg）王者の須田匡昇をダンと同じくミドル級から転向したムリーロ・ブスタマンチが腕ひしぎ十字固めで破る。郷野聡寛はダニエル・アカーシオに判定勝ち。美濃輪育久はフィル・バローニを判定で破り、リベンジを果たした。
郷野聡寛はダン・ヘンダーソンと対戦するもKO負けを喫した。美濃輪育久がムリーロ・ブスタマンチに1ラウンド終了直前にサッカーボールキックの連発でTKO負けし、日本勢が全滅。PRIDE 男祭り 2005での決勝は優勝候補同士の対決となった。
五味隆典と川尻達也が1回戦で対戦。この戦いは2005年のPRIDEベストバウトと呼ばれるほどの壮絶な展開になり、五味が激しい試合を征し川尻から一本勝ちを奪う。ZSTのエース小谷直之が武士道に初参戦するが、ルイス・アゼレードに試合開始11秒でTKO負け。桜井"マッハ"速人はジェンス・パルヴァーにTKO勝ちし、ヨアキム・ハンセンはイーブス・エドワーズに判定勝ち。
桜井"マッハ"速人がヨアキム・ハンセンと白熱の勝負を展開し、マッハが判定勝ち。五味隆典はルイス・アゼレードに僅差の判定勝ち。PRIDE 男祭り 2005での決勝はマッハと五味の日本人対決に決定した。

## 試合結果
第1試合 ウェルター級トーナメント リザーブマッチ 1R10分、2R5分
○  パウロ・フィリオ vs.  桜井隆多 ×
1R 3:49 腕ひしぎ十字固め
※フィリオがリザーブ権獲得
第2試合 ウェルター級トーナメント 1回戦 1R10分、2R5分
○  郷野聡寛 vs.  ダニエル・アカーシオ ×
2R終了 判定3-0
※郷野がウェルター級トーナメント準決勝進出
第3試合 ウェルター級トーナメント 1回戦 1R10分、2R5分
○  ダン・ヘンダーソン vs.  長南亮 ×
1R 0:22 KO（右ストレート）
※ヘンダーソンがウェルター級トーナメント準決勝進出
第4試合 ウェルター級トーナメント 1回戦 1R10分、2R5分
○  美濃輪育久 vs.  フィル・バローニ ×
2R終了 判定3-0
※美濃輪がウェルター級トーナメント準決勝進出
第5試合 ウェルター級トーナメント 1回戦 1R10分、2R5分
○  ムリーロ・ブスタマンチ vs.  須田匡昇 ×
1R 3:20 腕ひしぎ十字固め
※ブスタマンチがウェルター級トーナメント準決勝進出
第6試合 ライト級トーナメント リザーブマッチ 1R10分、2R5分
○  三島☆ド根性ノ助 vs.  チャールズ・"クレイジー・ホース"・ベネット ×
1R 4:04 アンクルホールド
三島がリザーブ権獲得
第7試合 ライト級トーナメント 1回戦 1R10分、2R5分
○  桜井"マッハ"速人 vs.  ジェンス・パルヴァー ×
1R 8:56 TKO（レフェリーストップ：膝蹴り→パウンド）
※桜井がライト級トーナメント準決勝進出
第8試合 ライト級トーナメント 1回戦 1R10分、2R5分
○  ヨアキム・ハンセン vs.  イーブス・エドワーズ ×
2R終了 判定2-1
※ハンセンがライト級トーナメント準決勝進出
第9試合 ライト級トーナメント 1回戦 1R10分、2R5分
○  五味隆典 vs.  川尻達也 ×
1R 7:42 スリーパーホールド
※五味がライト級トーナメント準決勝進出
第10試合 ライト級トーナメント 1回戦 1R10分、2R5分
○  ルイス・アゼレード vs.  小谷直之 ×
1R 0:11 TKO（レフェリーストップ：右フック）
※アゼレードがライト級トーナメント準決勝進出
第11試合 ウェルター級トーナメント 準決勝 1R10分、2R5分
○  ダン・ヘンダーソン vs.  郷野聡寛 ×
1R 7:58 KO（右フック）
※ヘンダーソンがウェルター級トーナメント決勝進出
第12試合 ウェルター級トーナメント 準決勝 1R10分、2R5分
○  ムリーロ・ブスタマンチ vs.  美濃輪育久 ×
1R 9:51 TKO（レフェリーストップ：サッカーボールキック）
※ブスタマンチがウェルター級トーナメント決勝進出
第13試合 ライト級トーナメント 準決勝 1R10分、2R5分
○  桜井"マッハ"速人 vs.  ヨアキム・ハンセン ×
2R終了 判定3-0
※桜井がライト級トーナメント決勝進出
第14試合 ライト級トーナメント 準決勝 1R10分、2R5分
○  五味隆典 vs.  ルイス・アゼレード ×
2R終了 判定3-0
※五味がライト級トーナメント決勝進出